# Balduin III. (Guînes)
Balduin III. (frz.: Baudouin III; † nach Mai 1244) war Graf von Guînes. Er war der Sohn des Grafen Arnold II. († 1220) und der Beatrix von Bourbourg.

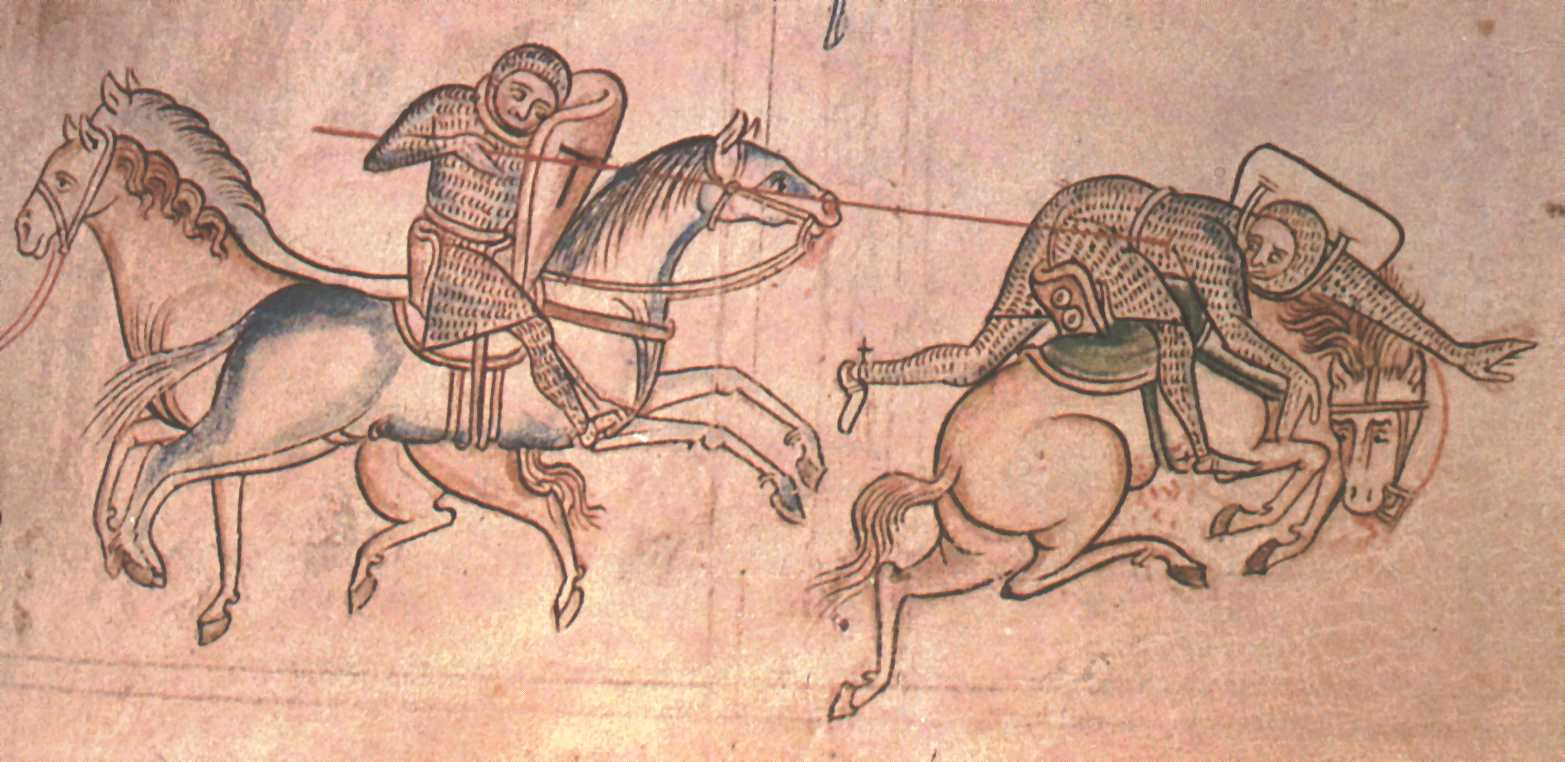
Schlacht von Monmouth 1233: Richard Marshal stößt im Zweikampf den Ritter Baldwin de Guisnes aus dem Sattel. (zeitgenössische Darstellung aus der Chronica Majora des Matthäus Paris)

Graf Balduin III. von Guînes war vermutlich mit einem flämischen Ritter namens Baldwin de Guisnes identisch, der in den Chroniken der englischen Historiker Roger von Wendover (Flores Historiarum) und Matthäus Paris (Chronica Majora) genannt wurde. Nach der Überlieferung Wendovers gehörte der Ritter Baldwin in England der vor allem aus Ausländern (Poitevins und Flamen) bestehenden Gefolgschaft König Heinrichs III. an, von dem er zum Kastellan von Monmouth Castle ernannt wurde. Während der Rebellion von Richard Marshal, 3. Earl of Pembroke, der gegen den Einfluss der Ausländer auf den König revoltierte, eroberte Balduin zunächst Marshals Burg Usk, wurde dann jedoch selbst am 25. November 1233 von Marshal in Monmouth angegriffen. Vor der Burg kam es zu einem heftigen Gefecht. Dabei habe Balduin Marshal in einem Zweikampf beinahe geschlagen, sei allerdings von einem gegnerischen Bogenschützen vom Pferd geschossen und schwer verletzt wurden. Wendovers Fortsetzer und Marshal-Bewunderer, Matthäus Paris, zeichnete allerdings eine andere Darstellung des Kampfes, indem Balduin von Marshal im ritterlichen Kampf mit der Lanze vom Pferd gestoßen wurde. Dazu fertigte Paris auch eine Zeichnung an (siehe Bild).
Im Jahr 1238 schloss sich Balduin dem englischen Kontingent an, das von König Heinrich III. unter der Führung von Henry de Trubleville nach Italien entsandt wurde. Dort sollten sie Kaiser Friedrich II., einen Schwager des englischen Königs, im Kampf gegen den Lombardenbund unterstützen.
Letztmals wird Balduin in einer Urkunde aus dem Mai 1244 erwähnt, in der er eine Schenkung an seine Schwester, der Äbtissin von Bounham, tätigt. Verheiratet war er mit Mathilde de Fiennes (Mahaut de Fiennes), mit der er mehrere Kinder hatte, darunter den Sohn Arnold III. (* 1225; † 1283).
Im selben Jahr 1244, laut anderen Quellen auch erst 1245, soll er gestorben sein.